# Frea mirei
Frea mirei är en skalbaggsart som beskrevs av Stefan von Breuning 1967. Frea mirei ingår i släktet Frea och familjen långhorningar. Inga underarter finns listade i Catalogue of Life.